# اولگا توروش
اولگا توروش (مجاری: Olga Törös; ۴ اوت ۱۹۱۴ – ۱۶ فوریهٔ ۲۰۱۵) ژیمناست هنری اهل مجارستان بود.